# (4401) Aditi
(4401) Aditi ist ein Asteroid vom Amor-Typ, der am 14. Oktober 1985 von Carolyn Shoemaker am Mount Palomar entdeckt wurde.